# Щёголев, Павел Елисеевич
Павел Елисеевич Щёголев (5 [17] апреля 1877 — 22 января 1931) — историк литературы и общественного движения, пушкинист.

## Биография
Родился в семье государственных крестьян. Его дед, кантонист, отбывал военную службу в военных поселениях на Кавказе. Отец Щёголева, Елисей Фёдорович, был зачислен в военное ведомство, учился в школе солдатских детей, служил полковым писарем. После выхода закона 1856 года, освобождавшего солдатских детей от военной службы, Е. Ф. Щёголев вместе с семьёй был снова приписан к крестьянскому сословию, вернулся в Воронежскую губернию, где служил при мировом посреднике. Мать — Параскева Филимоновна, сестра Неонила (1885—?), брат Сергей (1892—?).
В 1894 году в Воронеже встречался с Л. Н. Толстым. П. Е. Щёголев окончил с серебряной медалью Воронежскую классическую гимназию (1895) и поступил на санскрито-персидско-армянское отделение факультета восточных языков Санкт-Петербургского университета, затем перешёл на историко-филологический факультет. На втором курсе получил золотую медаль за исследование «Сказание Афродитиана». На него оказал влияние В. П. Махновец. В 1899 году был исключён из университета за участие в организации крупного студенческого выступления; после восьмимесячного заключения был сослан в Полтаву (там отыскал и опубликовал неизвестное ранее письмо Н. В. Гоголя, написал очерки о его школьных годах и его отце). Затем за участие в очередных революционных событиях последовала ссылка в Вологодскую губернию. В 1903 году вернулся в Петербург, сдал экстерном экзамен за курс историко-филологического факультета.
Первоначально занимался историей русской литературы (в 1903 году опубликовал работу «Первый декабрист Владимир Раевский»), потом перешёл к истории общественных движений (сохраняя интерес к истории литературы и позже). В 1906—1907 годах совместно с В. Я. Богучарским и В. Л. Бурцевым издавал историко-революционный журнал «Былое», в 1908 году — журнал «Минувшие годы».
В феврале 1907 года был посвящён в масоны (вместе с Н. П. Павловым-Сильванским). Стал членом-основателем петербургской ложи «Полярная звезда», которой руководил М. М. Ковалевский.
В 1909 году Щёголев вновь был привлечён к суду за публикации в журнале «Былое» антиправительственных материалов и приговорён к трём годам тюремного заключения в Петропавловской крепости, где пробыл два года и четыре месяца.
В период 1905—1917 годов он опубликовал воспоминания декабристов М. А. Фонвизина, Е. П. Оболенского, В. И. Штейнгеля, А. Е. Розена и Н. В. Басаргина. В Петропавловской крепости им была написана книга «Утаённая любовь Пушкина» (Пушкин. Очерки. — СПб., 1912) (о М. Н. Волконской). Эта книга была удостоена половинной Пушкинской премии Академии наук 1913 года.
После Февральской революции 1917 года — член Чрезвычайной следственной комиссии Временного правительства, вместе с Н. С. Тютчевым разбирал архивы Департамента полиции. В ЧСК был принципиальным противником освобождения из-под стражи деятелей прежней власти, нередко говорил: «пусть посидят, я же сидел».
После Октябрьской революции — один из организаторов Петроградского историко-революционного архива (1918, помещался в здании бывшего Сената); с 1919 года член коллегии Петроградского отделения Главархива, с 1920 года управляющий одним из отделений Государственного архивного фонда. Один из создателей Общества памяти декабристов и Музея революции в Петербурге (сейчас Государственный музей политической истории России). В 1917—1931 годах жил на ул. Куйбышева, д. 10, в квартире № 6.

Его знания, эрудированность и начитанность были огромны и разносторонни; его одаренность, можно даже точнее сказать, его талантливость, поражала с первой встречи. Я не знал и не знаю более блестящего, увлекательного и яркого собеседника и рассказчика, чем Щёголев.— Н. В. Измайлов
Умер в Ленинграде 22 января 1931 года от кровоизлияния в мозг. Похоронен в Александро-Невской лавре на Никольском кладбище, у Никольской церкви.

## Научная и литературная деятельность
Диапазон научных интересов П. Е. Щёголева был чрезвычайно широк — от Древней Руси, истории средневековых университетов до революционных событий XIX—XX веков, от краеведческих изысканий до серьёзных историко-литературоведческих монографий. Им было написано более 600 работ: статей и научных трудов, рецензий и редакторских справок и комментариев, пьес, сценариев и даже одно оперное либретто.
В соавторстве с А. Н. Толстым в 1925 году написал три пьесы: «Заговор императрицы», «Азеф», «Полина Гебль», киносценарий «Заговор Распутина». Под его редакцией вышел сборник «Секретные сотрудники и провокаторы» (М.—Л.: Гос. изд-во, 1927. — 256 с.). Написал также ряд киносценариев («Дворец и крепость», «Степан Халтурин», «Декабристы» и другие).

### Щёголев-пушкинист
Щёголев — один из крупнейших пушкинистов начала XX века, автор богатого по охвату материала документального исследования «Дуэль и смерть Пушкина» (книга впервые вышла до революции, в 1916 году, и после неё дорабатывалась в связи со снятием цензурных ограничений и открытием архивов). Щёголев разыскал и впервые опубликовал большое число документов, связанных с Пушкиным (в том числе дневник А. Н. Вульфа, материалы об отношениях Пушкина с его крестьянами), установил ряд биографических фактов (в частности, аудиенцию у Николая I в связи с первым вызовом Дантеса на дуэль в ноябре 1836 года), собрал и изучил свидетельства зарубежных дипломатов о Пушкине. Щёголев предложил собственную концепцию событий, приведших к гибели Пушкина, повлиявшую на все последующие обращения пушкинистов к этой теме. В поздних пушкинистских работах Щёголева критики (в частности, В. Ф. Ходасевич) видели следы чрезмерного «приспособления» к большевистскому режиму.
В 1905 году П. Е. Щеголев жил в Санкт-Петербурге на Пушкинской улице в доме № 5.
В 1930—1931 годы был членом редакционного комитета по изданию первого советского полного собрания сочинений Пушкина.

### Щёголев и исторические фальсификации
Вместе с А. Н. Толстым изготовил литературную мистификацию, «Дневник Вырубовой», который печатался в журнале «Минувшие дни». Когда о советской публикации стало известно на Западе, Вырубова, жившая в Финляндии, выступила с опровержением. Крупнейший советский историк того времени академик М. Н. Покровский в связи с фальсификацией добился принятия решения ЦК ВКП(б) о закрытии журнала «Минувшие дни».
В книге руководителя Федеральной архивной службы России члена-корреспондента РАН В. П. Козлова написано о «дневнике»:
Вся совокупность элементов «прикрытия» фальсификации, богатейший фактический материал говорят о том, что перо фальсификатора находилось в руках историка-профессионала, не только прекрасно ориентировавшегося в фактах и исторических источниках рубежа двух столетий, но и владевшего соответствующими профессиональными навыками. Уже первые критические выступления намекали на фамилию известного литературоведа и историка, археографа и библиографа П. Е. Щёголева. В этом трудно усомниться и сейчас, хотя документальных подтверждений этой догадки до сих пор обнаружить не удалось.
Предполагаемый автор, П. Е. Щёголев, имел репутацию крупнейшего эксперта по последним годам Российской империи. С марта 1917 года он был членом Чрезвычайной следственной комиссии, учреждённой Временным правительством, главной задачей которой было расследование преступлений бывшей царской администрации. Благодаря этому Щёголев имел доступ к архивам царской охранки и принимал участие в следственных делах в отношении последних министров внутренних дел Золотарёва, Протопопова и директора департамента полиции Белецкого. Также он был свидетелем допроса фрейлины Вырубовой. Поражённые его эрудицией о нём писали: «Щёголев знает всё!».
По некоторым данным, тем же авторским коллективом готовилась и вторая часть фальсифицированных документов об императорском дворе — «Дневник Распутина». Однако слухи об изготовлении подделки просочились, и «дневник» не был опубликован. Эдвард Радзинский (в романе «Распутин. Жизнь и смерть», 2000) этот эпизод описывает следующим образом:
И в 1927 году, когда праздновалась десятая годовщина падения царского режима, мощная идеологическая кампания по дискредитации царизма не смогла обойтись без Щёголева и «красного графа» (и они — без неё). Это был типичный социальный заказ: Щёголев предоставил материалы, Толстой написал — так появился лжевырубовский дневник. И огромный его успех, видимо, подсказал новую работу — «Дневник Распутина» должен был стать продолжением «Дневника Вырубовой». Однако благодаря общительному «красному графу» история фальшивки перестала быть тайной, так что об издании «продолжения» нечего было и думать. И, возможно, тогда ценивший литературные мистификации Щёголев и отдал «Дневник Распутина» в архив — пусть полежит до лучших времён…

## Щёголев-библиофил
П. Е. Щёголев был одним из крупнейших библиофилов своего времени. Собирательством книг и рукописей П. Е. Щеголев занимался всю жизнь.
Рукописный раздел его библиотеки пополнялся за счёт редакционного портфеля журнала «Былое» и работы в Чрезвычайной следственной комиссии. В его собрании находился также архив В. С. Панкратова, комиссара Временного правительства по охране низложенного императора. Архив дал Щёголеву возможность написать очерк «Последний рейс Николая Романова» («Новый мир», 1927, № 6 и № 7). Среди редких изданий в его библиотеке были «Литературная газета», «Северные цветы», «Соревнователь просвещения», «Телескоп», «Современник» и прижизненные издания Пушкина. Библиотека Щёголева насчитывала 22 тысячи томов.
После революции П. Щёголев расстался с частью своей библиотеки. По совету М. Горького он пытался передать их издательству «Academia», но этого сделать не удалось. Через «Лавку писателей» Москвы был продан редчайший экземпляр пушкинской переписки, вышедшей в 1906—1911 гг. под редакцией В. И. Саитова. В 1919 г. часть своего собрания Щёголев передал Публичной библиотеке.
После его смерти книжное собрание в течение сорока лет постепенно распродавалось наследниками. По подсчётам историка Ф. М. Лурье, П. П. Щёголев продал около 14 тысяч книг.
Большое количество рукописных материалов и собственный архив П. Е. Щёголева его сын в 1931—1934 гг. передал в Ленинградское отделение Центрархива.
После безвременной смерти П. П. Щёголева его вдова, А. Н. Изергина, также продолжала постепенно распродавать книги из библиотеки мужа: около 1200 томов через ленинградскую «Книжную лавку» попало в библиотеку Дома писателей имени Маяковского.

## Семья
Жена — Валентина Андреевна Щёголева (урождённая Богуславская; 1878—1931)— актриса театра В. Ф. Комиссаржевской, поэтесса. А. А. Блок посвятил ей три стихотворения: «Все помнит о весле вздыхающем…» (1908), «Чёрный ворон в сумраке снежном…» и «Знаю я твоё льстивое имя…» (1910). Поженились 23 июля (5 августа) 1904 года в церкви при Покровской общине сестер милосердия на Васильевском острове.
Сын — Павел Павлович Щёголев (1903—1936) — исследователь Великой французской революции, профессор Ленинградского университета, ученик Е. В. Тарле. Был женат дважды — первым браком (развод в 1931) на дочери церковного общественника Валентина Тернавцева Ирине (1906—1993); вторым браком (с 1931 и до конца жизни) на искусствоведе, сотруднице Эрмитажа Антонине Изергиной (1906—1969).